# 사람인에이치알
사람인은 대한민국의 HR전문기업이다. 공채정보를 제공하는 온라인 취업포털 사람인을 중심으로 헤드헌팅, 아웃소싱사업 등을 운영하고 있다. 2012년 코스닥에 상장 되었다.

## 서비스

### 취업 플랫폼 사람인
- 사람인에이치알의 주력 사업으로, 취업 알선 사이트
- 취업포털 중 유일하게 비대면 영상면접 서비스를 제공한다.

### 사람인 - 아바타서치 서비스
- 사람인은 빅테이터, 인공지능 기술을 활용하여 매칭 서비스인 아바타서치를 제공한다.

- 가입 시점부터 공고열람, 입사지원 등 사이트 활동 이력을 분석해 개인 맞춤형으로 사용자에게 맞는 공고를 추천해주며, 보고 있는 공고와 비슷한 공고는 스크롤, 클릭 등으로 계속 이어볼 수 있다.

### 등용문 (3.0/5.0/S)
- 합리적인 비용으로 복잡한 채용업무를 단시간에 해결해 줄 수 있는 임대형 채용시스템 등용문 보관됨 2021-04-29 - 웨이백 머신을 서비스 한다.
- 이력서 접수, 심사, 발표를 한번에 관리하는 채용관리 시스템이며 최근 기존 3.0 / 5.0 버전을 통합한 새로운 등용문S를 출시하였다.
- 사람인과 채용공고 연동, 자체 개발한 인적성 검사(F.I.T)과 연동 가능하며 최종 면접 결과 레포트가 블록체인에 저장되어 채용과정의 신뢰도 확보 또한 가능하다.

### 오투잡
- 2013년 1월 대한민국의 최병욱이 설립한 재능마켓 서비스.
- 2015년 10월 사람인HR에 의해 인수.[1]

### 인재Pool
- 인재 추천 플랫폼
- 회사는 적합한 인재를 추천 받고, 구직자는 이력서만 등록하여 입사 제의를 받을 수 있는서비스

### 점핏(Jumpit)
- 직무와 기술스택을 기반으로 공고게재와 입사지원이 가능한 IT 개발자 채용 플랫폼.
- 2021년 3월 론칭

### 더 플랩 (THE PL:LAB)
- 최근 인사담당자의 관점에서 만들어 성과 창출에 기여하는 HR 솔루션 더플랩 서비스를 런칭하였다
- 더플랩은 3개의 서비스로 구분이 되는데 아래와 같다.
- 인사담당자를 위한 콘텐츠 플랫폼 : 더플랩 인사이트 보관됨 2021-12-15 - 웨이백 머신
- 기업과 핵심 인재를 연결하는 인재 발굴(Talent Acquisition) 플랫폼 : 더플랩 커넥트 보관됨 2021-12-15 - 웨이백 머신
- ESG시대의 Human Risk 검사도구 : 더플랩 인뎁스

## 같이 보기
- 잡코리아
- 인크루트
- 건설워커
- 메디컬잡
- 미디어잡
- 샵마넷
- 이엔지잡
- 원티드랩
- 고용노동부
- 비즈니스피플